# Lidzija Marozavová
Lidzija Marozavová (bělorusky: Лідзія Аляксандраўна Марозава, Lidzija Aljaksandrajna Marozava; * 2. října 1992 Minsk) je běloruská profesionální tenistka a deblová specialistka. Ve své dosavadní kariéře na okruhu WTA Tour vyhrála čtyři deblové turnaje. K němu přidala dvě trofeje ze čtyřhry v sérii WTA 125K. V rámci okruhu ITF získala jeden titul ve dvouhře a dvacet jedna ve čtyřhře.
Na žebříčku WTA byla ve dvouhře nejvýše klasifikována v září 2017 na 468. místě a ve čtyřhře pak v říjnu 2018 na 37. místě. Trénuje ji bývalá tenistka Taťána Pučeková.
V běloruském týmu Billie Jean King Cupu debutovala v roce 2013 základním blokem 1. skupiny zóny Evropy a Afriky proti Gruzii, v němž vyhrála s Aljaksandrou Sasnovičovou čtyřhru. Bělorusky zvítězily 3:0 na zápasy. V minském finále Fed Cupu 2017 byla součástí družstva, které prohrálo se Spojenými státy 2:3. Do listopadu 2023 v soutěži nastoupila k sedmi mezistátním utkáním s bilancí 0–1 ve dvouhře a 4–2 ve čtyřhře.

## Tenisová kariéra

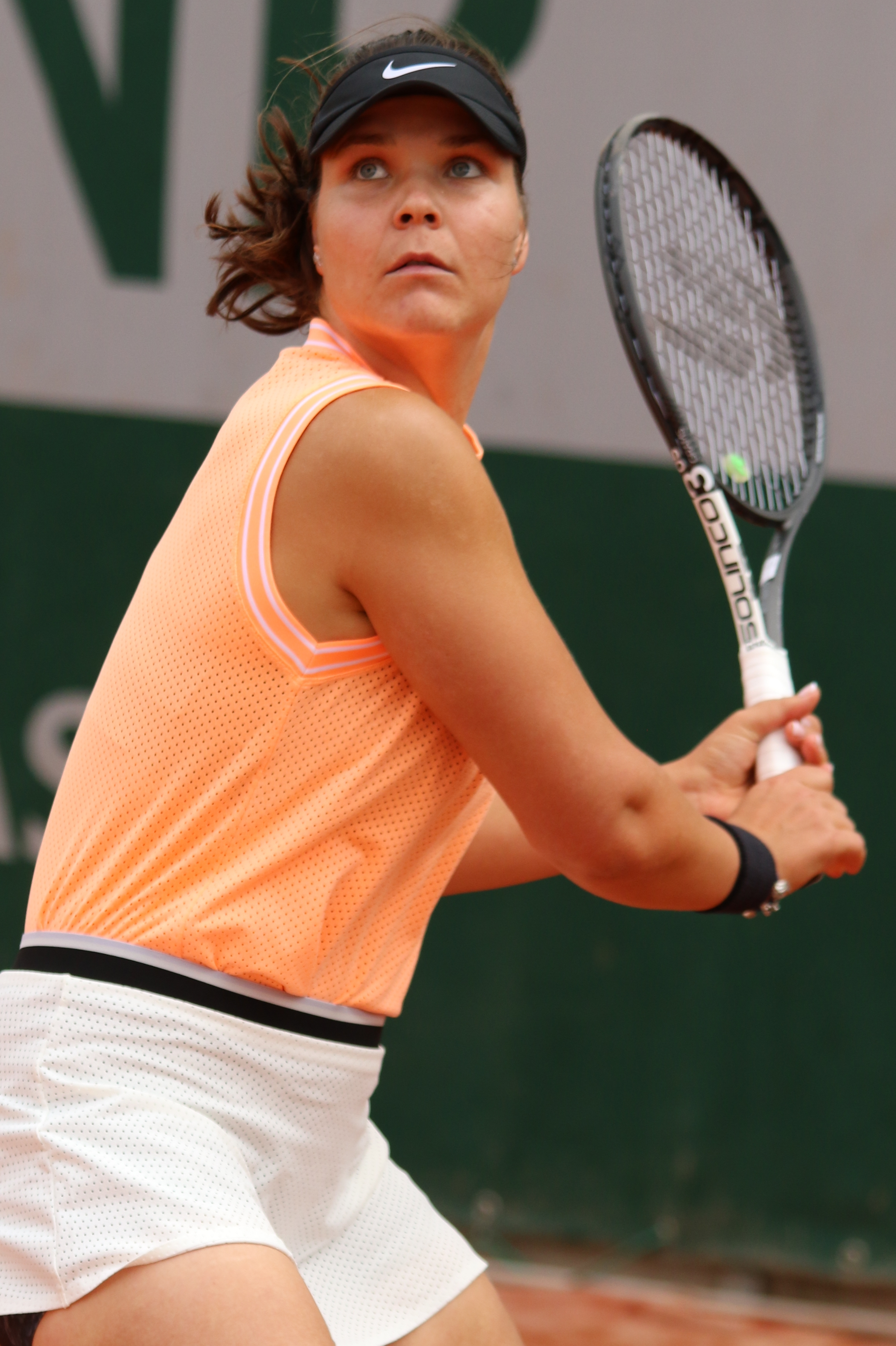
Na French Open 2019

V rámci hlavních soutěží událostí okruhu ITF debutovala v březnu 2009, když na turnaj v rodném Minsku s dotací 25 tisíc dolarů obdržela divokou kartu do čtyřhry. Spolu s krajankou Polinou Pechovovou prohrály ve čtvrtfinále s ruským párem Vitalija Ďjačenková a Jevgenija Paškovová. Premiérový titul v této úrovni tenisu vybojovala v prosinci 2012 na istanbulském turnaji s rozpočtem 10 tisíc dolarů. Ve finále čtyřhry s Jekatěrinou Jašinovou přehrály gruzínskou dvojici Jekatěrine Gorgodzeová a Sofia Kvacabajová.
Na okruhu WTA Tour debutovala ve čtyřhře Tashkent Open 2015, v níž s Němkou Carolin Danielsovou odešly poraženy ze čtvrtfinále od pozdějších vítězek Margarity Gasparjanové a Alexandry Panovové. Premiérové finále na túře WTA si zahrála v deblové soutěži Swedish Open 2016 v Bastadu. V boji o turnajovou trofej však s Nizozemkou Lesley Kerkhoveovou podlehly Rumunce Andreea Mituové s Polkou Alicjí Rosolskou. Druhou finálovou účast již proměnila v první titul, když s Kerkhoveovou ovládly čtyřhru na BGL Luxembourg Open 2017. Ve finálovém duelu zdolaly kanadsko-belgickou dvojici Eugenie Bouchardová a Kirsten Flipkensová.
V páru s Rumunkou Mihaela Buzărnescuovou se probojovala do finále debla J&T Banka Prague Open 2018, kde nenašly recept na americko-český pár Nicole Melicharová a Květa Peschkeová. Po boku Japonky Šúko Aojamové nejdříve skončily jako poražené finalistky na Hong Kong Tennis Open 2018 a poté i na závěrečném turnaji okruhu WTA Elite Trophy 2018 v Ču-chaji.
Debut v hlavní soutěži nejvyšší grandslamové kategorie přišel v ženském deblu Wimbledonu 2017, do něhož postoupily s Lesley Kerkhoveovou jako šťastné poražené z kvalifikace. Na úvod čtyřhry přehrály Rusky Allu Kudrjavcevou s Alexandrou Panovovou, ve druhém kole je vyřadil čtvrtý nasazený pár Tímea Babosová a Andrea Hlaváčková.

## Finále na okruhu WTA Tour

### Čtyřhra: 9 (4–5)
| Legenda                                      |
| -------------------------------------------- |
| Grand Slam (0)                               |
| Turnaj mistryň (0)                           |
| WTA Elite Trophy (0–1)                       |
| Premier Mandatory & Premier 5 / WTA 1000 (0) |
| Premier / WTA 500 (0)                        |
| International / WTA 250 (4–4)                |

| Stav       | č. | datum             | turnaj                 | povrch    | spoluhráčka               | soupeřky ve finále                       | výsledek              |
| ---------- | -- | ----------------- | ---------------------- | --------- | ------------------------- | ---------------------------------------- | --------------------- |
| Finalistka | 1. | 18. července 2016 | Bastad, Švédsko        | antuka    | Lesley Kerkhoveová        | Andreea Mituová Alicja Rosolská          | 3–6, 5–7              |
| Vítězka    | 1. | 21. října 2017    | Lucemburk, Lucembursko | tvrdý (h) | Lesley Kerkhoveová        | Eugenie Bouchardová Kirsten Flipkensová  | 6–7(4-7), 6–4, [10–6] |
| Finalistka | 2. | 5. května 2018    | Praha, Česko           | antuka    | Mihaela Buzărnescuová     | Nicole Melicharová Květa Peschkeová      | 4–6, 2–6              |
| Finalistka | 3. | 14. října 2018    | Hongkong, Čína         | tvrdý     | Šúko Aojamová             | Samantha Stosurová Čang Šuaj             | 4–6, 4–6              |
| Finalistka | 4. | 4. listopadu 2018 | Ču-chaj, Čína          | tvrdý     | Šúko Aojamová             | Ljudmyla Kičenoková Nadija Kičenoková    | 4–6, 6–3, [7–10]      |
| Vítězka    | 2. | červenec 2021     | Gdyně, Polsko          | antuka    | Anna Danilinová           | Kateryna Bondarenková Katarzyna Piterová | 6–3, 6–2              |
| Vítězka    | 3. | 27. února 2022    | Guadalajara, Mexiko    | tvrdý     | Kaitlyn Christianová      | Wang Sin-jü Ču Lin                       | 7–5, 6–3              |
| Finalistka | 5. | květen 2023       | Rabat, Maroko          | antuka    | Ingrid Gamarra Martinsová | Sabrina Santamariová Jana Sizikovová     | 6–3, 1–6, [8–10]      |
| Vítězka    | 4. | červen 2023       | Bad Homburg, Německo   | tráva     | Ingrid Gamarra Martinsová | Eri Hozumiová Monica Niculescuová        | 6–0, 7–6(7–3)         |

## Finále série WTA 125
| Legenda                  |
| ------------------------ |
| D – dvouhra; Č – čtyřhra |
| WTA 125 (2–0 Č)          |

### Čtyřhra: 2 (2–0)
| Stav    | č. | datum         | turnaj           | povrch | spoluhráčka      | soupeřky ve finále                          | výsledek |
| ------- | -- | ------------- | ---------------- | ------ | ---------------- | ------------------------------------------- | -------- |
| Vítězka | 1. | 5. září 2020  | Praha, Česko     | antuka | Andreea Mituová  | Giulia Gatto-Monticoneová Nadia Podoroská   | 6–4, 6–4 |
| Vítězka | 2. | červenec 2021 | Bělehrad, Srbsko | Clay   | Olga Govorcovová | Aljona Fominová-Klocová Jekatěrina Jašinová | 6–2, 6–2 |

## Finále na okruhu ITF
| Dotace turnajů okruhu ITF | Dotace turnajů okruhu ITF |
| ------------------------- | ------------------------- |
| 100 000 $ tournaments     | 80 000 $ tournaments      |
| 75 000 $ tournaments      | 60 000 $ tournaments      |
| 50 000 $ tournaments      | 25 000 $ tournaments      |
| 15 000 $ tournaments      | 10 000 $ tournaments      |

### Dvouhra: 2 (1–1)
| Stav       | č. | datum          | turnaj           | povrch | soupeřka ve finále | výsledek |
| ---------- | -- | -------------- | ---------------- | ------ | ------------------ | -------- |
| Finalistka | 1. | 9. června 2014 | Minsk, Bělorusko | antuka | Chloé Paquetová    | 2–6, 4–6 |
| Vítězka    | 1. | 17. září 2017  | Kuej-jang, Čína  | tvrdý  | Sabina Šaripovová  | 6–2, 6–4 |

### Čtyřhra (20 titulů)
| č.  | datum              | turnaj                  | povrch    | spoluhráčka            | soupeřky ve finále                          | výsledek              |
| --- | ------------------ | ----------------------- | --------- | ---------------------- | ------------------------------------------- | --------------------- |
| 1.  | 24. prosince 2012  | Istanbul, Turecko       | tvrdý (h) | Jekatěrina Jašinová    | Jekatěrine Gorgodzeová Sofia Kvacabajová    | 6–3, 6–2              |
| 2.  | 21. ledna 2013     | Šarm aš-Šajch, Egypt    | tvrdý     | Jevgenija Paškovová    | Melanie Klaffnerová Melis Sezerová          | 6–3, 6–1              |
| 3.  | 3. června 2013     | Šarm aš-Šajch, Egypt    | tvrdý     | Kyra Shroffová         | Alina Michejevová Sylwia Zagórská           | 6–4, 6–2              |
| 4.  | 1. července 2013   | Istanbul, Turecko       | tvrdý     | Polina Lejkinová       | Maryna Kolbová Nadija Kolbová               | 7–6(7–2), 7–5         |
| 5.  | 2. června 2014     | Kazaň, Rusko            | antuka    | Margarita Lazarevová   | Polina Novoselovová Sofja Smaginová         | 6–1, 0–6, [10–6]      |
| 6.  | 9. června 2014     | Minsk, Bělorusko        | antuka    | Světlana Piraženková   | Anna Smolinová Ljubov Vasiljevová           | 6–1, 6–3              |
| 7.  | 3. listopadu 2014  | Équeurdreville, Francie | tvrdý (h) | Olga Dorošinová        | Fanny Caramarová Alice Raméová              | 6–3, 6–3              |
| 8.  | 10. listopadu 2014 | Minsk, Bělorusko        | tvrdý (h) | Ilona Kremenová        | Olga Dorošinová Sofia Šapatavová            | 6–3, 6–4              |
| 9.  | 16. února 2015     | Moskva, Rusko           | tvrdý (h) | Anastasija Vasyljevová | Natela Dzalamidzeová Veronika Kuděrmetovová | 6–4, 6–4              |
| 10. | 6. dubna 2015      | Dijon, Francie          | tvrdý (h) | Olga Dorošinová        | Nicola Geuerová Laura Schaederová           | 4–6, 6–2, [10–2]      |
| 11. | 20. července 2015  | Darmstadt, Německo      | antuka    | Irina Chromačovová     | Pemra Özgenová Anne Schäferová              | 6–4, 6–4              |
| 12. | 27. července 2015  | Horb am Neckar, Německo | antuka    | Carolin Danielsová     | Catalina Pellaová Guadalupe Pérez Rojasová  | 7–6(7–3), 4–6, [10–7] |
| 13. | 17. srpna 2015     | Petrohrad, Rusko        | antuka    | Carolin Danielsová     | Natela Dzalamidzeová Veronika Kuděrmetovová | 6–4, 4–6, [10–6]      |
| 14. | 7. září 2015       | Biarritz, Francie       | antuka    | Başak Eraydınová       | Réka Luca Janiová Stephanie Vogtová         | 6–4, 6–4              |
| 15. | 19. prosince 2016  | Ankara, Turecko         | tvrdý (h) | Anna Blinkovová        | Sabina Šaripovová Jekatěrina Jašinová       | 4–6, 6–3, [11–9]      |
| 16. | 11. března 2017    | Ču-chaj, Čína           | tvrdý     | Lesley Kerkhoveová     | Ljudmyla Kičenoková Nadija Kičenoková       | 6–4, 6–2              |
| 17. | 10. června 2017    | Essen, Německo          | antuka    | Carolin Danielsová     | Anita Husarićová Kimberley Zimmermannová    | 6–1, 6–4              |
| 18. | 20. srpna 2017     | Lipsko, Německo         | antuka    | Valentyna Ivachněnková | Tereza Mrdežová Ankita Rainová              | 6–2, 6–1              |
| 19. | 17. září 2017      | Kuej-jang, Čína         | tvrdý     | Sabina Šaripovová      | Ťiang Sin-jü Tchang Čchien-chuej            | 6–2, 6–3              |
| 20. | duben 2021         | Oeiras, Portugalsko     | antuka    | Andreea Mituová        | Marina Melnikovová Conny Perrinová          | 3–6, 6–4, [10–3]      |
| 21. | 13. března 2022    | Irapuato, Mexiko        | tvrdý     | Kaitlyn Christianová   | Anastasija Tichonovová Daniela Vismaneová   | 6–0, 6–2              |

## Finále soutěží družstev: 1 (0–1)
| Výsledek   | č. | datum a místo konání                                                          | spoluhráčky                                            | soupeřky ve finále                                                     | skóre        | zdroj |
| ---------- | -- | ----------------------------------------------------------------------------- | ------------------------------------------------------ | ---------------------------------------------------------------------- | ------------ | ----- |
| Finalistka | 1. | Fed Cup 2017 11.–12. listopadu 2017 Minsk, Bělorusko tvrdý (h), Čižovka-Arena | Aljaksandra Sasnovičová Aryna Sabalenková Věra Lapková | Spojené státy                                                          | 2–3 (detail) | [ 7 ] |
| Finalistka | 1. | Fed Cup 2017 11.–12. listopadu 2017 Minsk, Bělorusko tvrdý (h), Čižovka-Arena | Aljaksandra Sasnovičová Aryna Sabalenková Věra Lapková | Coco Vandewegheová Sloane Stephensová Shelby Rogersová Alison Riskeová | 2–3 (detail) | [ 7 ] |